# Agua de Oro
Agua de Oro é um município da província de Córdoba, na Argentina.